# 太陽信用組合
太陽信用組合（たいようしんようくみあい）は、かつて新潟県阿賀野市に本店を置いていた信用組合である。

## 沿革
- 1954年7月 水原郷信用組合として設立。
- 1975年4月 太陽信用組合に改称。
- 2014年7月22日 五泉信用組合と対等合併し、さくらの街信用組合を発足。